# Fat roog
Fat roog je africké kmenové náboženství.
Objevuje se u etnika Serer žijícího v západní Africe. 
V tomto náboženství se praktikují obětí božstvům a duchům a iniciační obřady. Nejvyšší bůh je nazýván Roog, existuje však řada nižších bohů. Tam, kde se toto náboženství vyskytuje v sousedství islámu či v (nepřiznané) synkrezi s ním, jsou duchové nazíráni jako džinnové. Bohu Roogovi se často obětuje u paty kmene velkého stromu, nejčastěji baobabu, ale i na domácím oltáři nebo ve svatyni. Podle víry Roog stále sleduje všechny lidi, ovšem dostupný je jen zasvěceným velekněžím. Člověk má podle tohoto náboženství svobodnou vůli a sám se rozhoduje, zda bude žít v souladu s tradicí, duchovně a mravně nebo naopak. Po smrti bude člověk spravedlivě souzen. Běžní lidé adresují své modlitby duchům a zemřelým předkům, kteří jsou chápáni jako prostřednící mezi lidmi o božskou sférou.
Duše člověka je zde chápána jako nesmrtelná a praktikující věří také v možnost reinkarnace. V rámci náboženství existuje tajná společnost Saltigue. Tyto tajné společnosti, u afrických náboženství obecně rozšířené, jsou zodpovědny za průběh obřadů a rovněž mají chránit lidi před čarodějnictvím. Při náboženských slavnostech dochází mimo jiné k věštění a výkladu věštby přítomným. Dnem odpočinku je pondělí, ve čtvrtek se nesmí konat kulturní události. Dříve byli významní jedinci mumifikováni a pohřbíváni v hrobkách pyramidového tvaru spolu s mnoha dary. Znakem tohoto náboženství i mnoha vyznávajících kmenů je pěticípá hvězda (snad Sirius).